# Thibault Christiaensen
Thibault Christiaensen (Antwerpen, 14 maart 1995) is een Belgisch zanger en gitarist, bekend van de garagerockband Equal Idiots. Tevens is hij radiomaker voor Studio Brussel en maakt hij de podcast Thank you, boomer.

## Levensloop
Christiaensen werd geboren in Antwerpen en groeide op in Hoogstraten. Hij studeerde Taal- en letterkunde aan de Universiteit Antwerpen en haalde een master in meertalige professionele communicatie.
In 2016 won Christiaensen met zijn band De Nieuwe Lichting van Studio Brussel en speelde hij de finale van Humo's Rock Rally. De single Put my head in the ground bereikte de eerste plaats in De Afrekening. In 2017 bracht hij met de band het debuutalbum Eagle Castle BBQ uit.
In 2017 was hij een van de kandidaten in De Slimste Mens Ter Wereld.
Begin 2021 werd hij copresentator van het ochtendprogramma op Studio Brussel, aanvankelijk met Michèle Cuvelier in de De Ochtend en sinds september 2021 met Fien Germijns in Fien en Thibault Staan Op. Hij en Germijns stopten met de show eind juni 2025.
Sinds 2022 verzorgt Christiaensen samen met Sander De Keere de rubriek "De Klassiekers" in het programma Iedereen Beroemd op VRT 1.
In de week van 12 november 2024 presenteerde hij 'Fien en Thibault staan niet op' op Studio Brussel, waarbij beide presentatoren verstopt zaten en gezocht moesten worden door luisteraars.

### Trivia
Op 26 maart 2025 werd Thibault Christiaensen tot ridder geslagen in de orde van de Hoogstraatse aardbei.